# Agelasta nigromaculata
Agelasta nigromaculata là một loài bọ cánh cứng trong họ Cerambycidae.